# 阿罗勒
阿罗勒（法語：Araules，法語發音：[aʁol]）是法国上卢瓦尔省的一个市镇，位于该省东部，伊桑若市区东部，属于伊桑若区。

## 地理
阿罗勒（45°5'23"N, 4°10'24"E）面积31.1 平方千米，位于法国奥弗涅-罗讷-阿尔卑斯大区上盧瓦爾省，该省份为法国中南部省份，北起多姆山省和卢瓦尔省，西接康塔爾省，南至洛泽尔省，东临阿尔代什省。
与阿罗勒接壤的市镇（或旧市镇、城区）包括：尚克洛斯、马泽圣瓦、凯里耶尔、圣热尔、伊桑若。

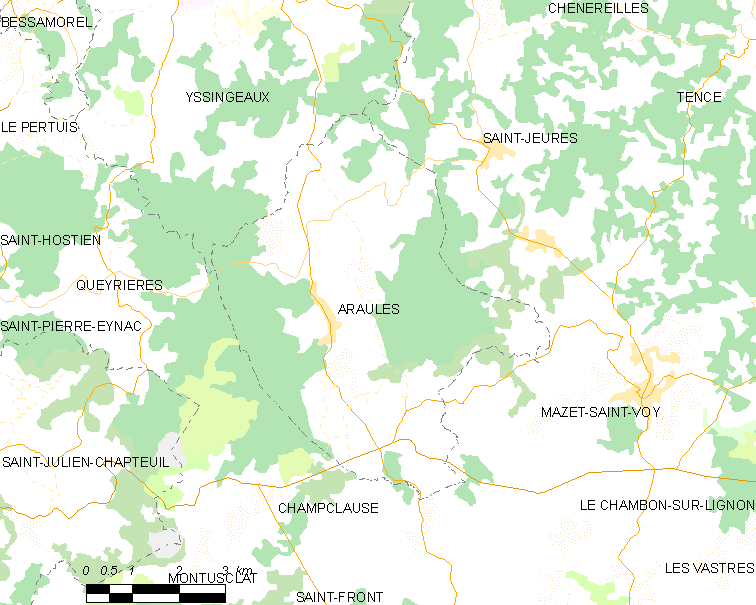
阿罗勒的OSM定位图

阿罗勒的时区为UTC+01:00、UTC+02:00（夏令时）。

## 行政
阿罗勒的邮政编码为43200，INSEE市镇编码为43007。

## 政治
阿罗勒所属的省级选区为伊桑若縣。

## 人口

1962-2008年间阿罗勒人口变化图示

阿罗勒于2022年1月1日时的人口数量为615人。